# Хрипковские Выселки
Хрипковские Выселки — деревня в Заокском районе Тульской области в составе Страховского сельского поселения.

## География
Деревня находится в северной части Тульской области на расстоянии приблизительно 12 километров по прямой на юг-юго-запад от посёлка Заокский, административного центра района.

## История
В 1859 году здесь (деревня Алексинского уезда Тульской губернии) было отмечено 7 дворов, на предвоенной карте (1935—1941 гг.) отмечено 20 дворов.

## Население
Постоянное население деревни составляло 59 человек (1859 год), 1 (русские 100 %) в 2002 году, 0 в 2010.